# Strupnikolike
Strupnikolike (lat. Scrophulariales), nekadašnji biljni red u koji je bila ukljućena porodica strupnikovki (Scrophulariaceae). Arthur Cronquist, klasificira ovaj red u diviziju Magnoliophyta (Angiospermae) u razred Magnoliopsida (dicotyledons) i podrazred Asteridae. Prema istom autoru sastoji se od 12 porodica s preko 11000 vrsta. Najveće su porodice Scrophulariaceae (preko 4000 vrsta), Acanthaceae (oko 2500 vrsta), Gesneriaceae (oko 2500 vrsta), Bignoniaceae (oko 800 vrsta), i Oleaceae (oko 600 vrsta)